# 真鍋大度
真鍋 大度（日语：／，1976年—）是日本的新媒體藝術家，本身為軟體工程師，現職為 Rhizomatiks 董事長，代表作品有和 Perfume 在2015年SXSW音樂節的表演 （页面存档备份，存于） 以及Perfume的多場現場演出及廣告，並以為NIKE在上海的RISE campaign打造的 LED 動作追蹤籃球場 House of MAMBA （页面存档备份，存于） 獲得2015年坎城金獅國際廣告創意節金獎。

## 介紹
擅長利用周遭的現象及透過不同的角度重新觀察世界而組合出自己的作品，除了追求高畫質、高度臨場感等感官式的表演，透過持續的凝視，關注各種現象、身體、程式、電腦所擁有的本質中有趣的一面。

## 生平
生於1976年的東京，畢業於東京理科大學理學院數學系、國際情報科學藝術學院（IAMAS）DSP課程。2006年成立以網頁到互動設計等媒材廣泛的設計師事務所Rhizomatiks，2008年和石橋素一起創立hackers space「4nchor5 La6」(アンカーズラボ)，只要是能推動程式寫作不論哪種領域或哪種類型的專案都投身其中。並參與從MIT MediaLab、Fabrica到世界各地舉辦的工作坊等教育普及活動，也不少在泰國的孤兒院使用電腦的工作坊等以小朋友為主的工作坊。也曾在openFrameworks的開發者會議、cyling74 Expo擔任講者發表，同時以藝術家或講者身份活躍於ars electronica、eyeo festival、resonate、OFFF、FITC、Transmediale、EXIT、Scopitone Festival等海外活動。
2009年擔任Prix Ars Electronica評審委員，2011年獲得Interactive亞軍、2013年度同獎項的榮譽獎。日本新媒體動漫藝術節中得過2次大獎、3次優秀獎、8次獲得評審委員推薦。
2010年開始擔任Perfume的表演協助廠商，負責的Perfume Global Site Project於2013年獲得坎城金獅國際廣告創意節Cyber組銀獎。　
2014年坎城金獅國際廣告創意節Titanium and Integrated組評審團大獎作品「Sound of Honda/ Ayrton Senna1989」中的資料分析及裝置設定皆出自他們之手，同時橫掃8組中6個金獎、6個銀獎等共15個獎項；同時獲得該年D&AD獎的最高獎項之黑鉛筆獎。　
美國Apple公司的Mac誕生30周年紀念網站中，將他和 John Maeda、Hans Florian Zimmer等並列為關鍵人物11人，在國際上具有相當高的評價。
真鍋大度的父母皆為音樂人，他本身一直都對音樂很有興趣，大學時代也曾經當過DJ，常常欣賞各種live演出，身為日本女子團體Perfume的歌迷，在2007年時主動提案希望合作，直到2010年才正式開始合作，並於2014年在NHK紅白歌合戰將無人飛機裝上燈籠，創造迷幻的舞台效果，成為紅白歌合戰史上第一次使用無人飛機的表演而成為話題。作品中主要使用穿戴式裝置、人機互動、投影等技術。

## 外部連結
- 個人網站及作品集 （页面存档备份，存于）
- 公司網站 （页面存档备份，存于）